# Grudzień 2007

## 1 grudnia2007
- Chinka Zhang Zilin została Miss Świata 2007 roku. (Gazeta.pl)
- W gminie Brudzeń Duży wykryto ogniska ptasiej grypy wywołane przez szczep wirusa H5N1. (Gazeta.pl)

## 2 grudnia2007
- W Rosji odbyły się wybory do Dumy Państwowej, w których ponad 60% głosów uzyskała partia Jedna Rosja. (Onet.pl)
- W Wenezueli odbyło się referendum, w wyniku którego odrzucono poprawki do konstytucji umacniające władzę Hugo Cháveza. (Gazeta.pl)

## 3 grudnia2007
- Kevin Rudd został zaprzysiężony jako 26. premier Australii. (Money.pl)
- Na wyspie Bali rozpoczęła się konferencja klimatyczna (XIII Konferencja Stron Konwencji Klimatycznej oraz III Konferencja Stron Protokołu z Kioto – COP/MOP), której głównym celem jest opracowanie nowego dokumentu (tzw. zasady post-Kioto) w sprawie redukcji emisji gazów cieplarnianych, zastępującego Protokół z Kioto. (Ministerstwo Środowiska, Gazeta.pl, rp.pl)

## 5 grudnia2007
- Premier Łotwy Aigars Kalvitis podał swój rząd do dymisji. Do rezygnacji doszło po fali krytyki, z którą premier spotkał się po zdymisjonowaniu szefa urzędu antykorupcyjnego KNAB Alekseja Loskutovsa. (Gazeta.pl)
- W centrum handlowym w Omaha w Nebrasce młody mężczyzna zastrzelił osiem i ranił pięć osób, by następnie popełnić samobójstwo. (Gazeta.pl)

## 9 grudnia2007
- Zmarł Ryszard Reiff, polski działacz polityczny, prawnik, publicysta. (Onet.pl)

## 10 grudnia2007
- Władimir Putin poparł kandydaturę Dmitrija Miedwiediewa w wyborach prezydenckich w Rosji. (Gazeta.pl)

## 12 grudnia2007
- Zmarł Ike Turner, amerykański gitarzysta, kompozytor i producent muzyczny, były mąż Tiny Turner (Onet.pl)

## 13 grudnia2007
- Szefowie państw Unii Europejskiej podpisali w Lizbonie traktat reformujący. (Gazeta.pl)

## 15 grudnia2007
- Zmarła Matka Andrzeja Górska, była przełożona generalna Zgromadzenia Sióstr Urszulanek Serca Jezusa Konającego w latach 1964–1983 (ewangelizacja.pl)

## 18 grudnia2007
- Ukraiński parlament zatwierdził kandydaturę Julii Tymoszenko na premiera (Onet.pl)

## 19 grudnia2007
- Zmarł Piotr Mroczyk, działacz opozycji antykomunistycznej, dziennikarz, dyrektor polskiej sekcji rozgłośni Radia Wolna Europa w Monachium w latach 1989–1994 (TVN24.pl)

## 21 grudnia2007
- Północnoamerykańscy Siuksowie wypowiedzieli porozumienia jakie obowiązywały ich z USA i utworzyli własne państwo. (Onet.pl)
- Polska wraz z ośmioma innymi krajami stała się pełnoprawnym członkiem układu z Schengen. (EUROPA.eu)

## 23 grudnia2007
- W Uzbekistanie odbyły się wybory prezydenckie wygrane przez Isloma Karimova, dla którego będzie to trzeci siedmioletni mandat z rzędu; OBWE potępiła sposób ich przeprowadzenia. (Associated Press)
- W Tajlandii miały miejsce wybory parlamentarne, które wygrała Partia Władzy Ludu, stojąca za obalonym w 2006 roku premierem Thaksinem Shinawatrą. (BBC NEWS)
- Pod wpływem maoistów, rządzące partie Nepalu zdecydowały się na zniesienie monarchii, po raz pierwszy od 240 lat. (BBC NEWS)

## 24 grudnia2007
- Zmarł Reinhard Hess niemiecki trener skoczków narciarskich. Trenował między innymi Martina Schmitta i Svena Hannawalda. (Onet.pl)

## 25 grudnia2007
- Raúl Castro oświadczył, że jego brat Fidel Castro czuje się wystarczająco dobrze, by przedstawić swoją kandydaturę w styczniowych wyborach parlamentarnych na Kubie. (BBC NEWS)

## 26 grudnia2007
- Wybory parlamentarne i prezydenckie w Kenii wygrał dotychczasowy prezydent Mwai Kibaki zdobywając ok. 45% głosów. (Onet.pl, Mars Group Kenya)

## 27 grudnia2007
- Była premier Pakistanu Benazir Bhutto zmarła w wyniku obrażeń odniesionych w zamachu samobójczym podczas przedwyborczego wiecu poparcia w miejscowości Rawalpindi. Podczas zamachu zginęło co najmniej 15 innych osób. (CNN.com)
- Zmarł Czesław Przewoźnik były prezes Głównego Urzędu Geodezji i Kartografii w Warszawie. (geoforum.pl)